# Rivière Kovik
Pour les articles homonymes, voir Kovik.
La rivière Kovik (variante "Kovic") est affluent du littoral est de la baie d'Hudson. Ce cours d'eau coule dans le territoire non organisé de la Baie-d'Hudson, dans la péninsule d'Ungava, dans la région administrative du Nord-du-Québec, au Québec, au Canada.

## Géographie
La rivière Kovik est le plus nordique des cours d'eau québécois importants se déversant sur le littoral Est de la baie d'Hudson. Toutefois, 23 plus petits cours d'eau (longueur variant entre 4 km à 44,6 km) se déversent plus au nord sur 133 km du littoral Est de la baie d'Hudson, soit entre le Cap Wolstenholme (pointe la plus au nord du Québec) et la rivière Kovik. Le village de Ivujivik est situé sur ce littoral à 27,5 km au sud-ouest du Cap Wolstenholme.
Les bassins versants voisins de la rivière Kovik sont :
- côté nord : lac Crony, rivière Umiruup, rivière Talluup, rivière Derville, rivière Durouvray ;
- côté est : lac Vanasse, rivière Foucault ;
- côté sud : lac Lanyan, lac Bilson, rivière Chukotat, rivière de Puvirnituq ;
- côté ouest : baie Kovik, baie d'Hudson.

La rivière Kovik prend sa source au lac Vanasse (altitude : 334 m) qui a une longueur : 9,3 km dans le sens sud-ouest vers le nord-est. Ce lac est situé à 41,3 km au sud du village de Salluit, à 100 km (en ligne directe) de la baie Kovik sur le littoral est de la baie d'Hudson. D'une longueur navigable de 15 km (sens est-ouest), la partie sud du lac est séparée de la partie nord par un isthme. Ce lac se décharge par le sud au fond d'une baie de 2,7 km de long, dans la rivière Kovik. 
À partir du lac Vanasse, la rivière Kovik coule à priori vers le sud-ouest, le nord-ouest, puis l'ouest, en traversant une douzaine de lacs généralement formés par un évasement de la rivière. Ces principaux lacs traversés par la rivière sont les lacs Belleau, Chassé, Maniraq (lequel reçoit par le côté nord les eaux de la rivière Derville).
La rivière va se déverser au fond de la baie Kovik sur le littoral est de la baie d'Hudson. Cette baie est adjacente au cap Paalliq qui est situé du côté sud de la baie. L'embouchure est située à environ 90 km au nord du hameau de Akulivik. À l'entrée de la baie Kovik, les battures de deux îles et de presqu'îles protègent l'entrée de la baie contre les fortes mers.

## Affluents
- Rivière Durouvray (longueur : 108,3 km nord-sud) ;
- Rivière Derville (longueur : 100,0 km nord-sud) ;
- Rivière Talluup : venant du nord ;
- Rivière Umiruup : venant du nord, cet affluent se déverse dans le lac Ikkarujaaq. Ce dernier est interrelié à la rive nord de la rivière Kovik à 5,2 km en amont de l'embouchure de la rivière Derville. Coulant du nord vers le sud, la rivière Umiruup draine les eaux de plusieurs lacs dont le lac Amarurtuup.

## Toponymie
La rivière Kovik est liée à un récit qui raconte l'histoire d'Aukkautik. Son fils ayant été tué accidentellement lors d'un voyage de chasse, Aukkautik retourna sur le site pour se venger. Finalement, il a été poignardé à mort par un autre Inuit, avant qu'il ne puisse causer plus de douleur.
Le terme Kovik constitue un patronyme de famille.
Le toponyme rivière Kovik a été officialisé le 16 novembre 1986 à la Commission de toponymie du Québec.